# Concord, Virginia
Concord är en ort i Campbell County i delstaten Virginia, USA.